# Ducati 750 Sport (1988)
La Ducati 750 Sport è una motocicletta prodotta dalla casa motociclistica italiana Ducati dal 1989 al 1990. Essa deriva dalla 750 F1 del 1985 e dalla Paso 750 del 1986.

## Tecnica
Concepita per il mercato statunitense – in Europa venne infatti posta in vendita la Supersport –, la 750 Sport nasceva dal connubio tra il telaio della 750 F1 e il motore bicilindrico desmodromico raffreddato ad aria della Paso 750 (derivato dalla precedente serie Pantah). Tale unità aveva portato una sostanziale innovazione nel posizionamento dell'alimentazione: mentre fino ad allora entrambi i cilindri avevano il carburatore posteriore e lo scarico anteriore, sulla Paso si era deciso di invertirli per quello posteriore; la scelta aveva permesso di installare un unico dispositivo di carburazione Weber a "doppio corpo" all'interno dell'angolo dei cilindri, associato a una sola cassa del filtro dell'aria.
Questo carburatore aveva dato parecchie noie sulla Paso, causate dalla carenatura integrale chiusa che faceva salire la temperatura del carburante nelle vaschette, ma il miglior raffreddamento garantito dalle diverse sovrastrutture della 750 Sport ridussero tale problema: esso era dello stesso tipo utilizzato su alcune automobili FIAT e, in generale, non era la migliore scelta per questa moto, ma il suo uso fu dettato da un accordo tra le due aziende volto a sviluppare il sistema di iniezione elettronica che avrebbe equipaggiato la Ducati 851. Il minor peso della moto rispetto alla Paso, inoltre, garantiva prestazioni migliori.